# Аверкий Берски
Аверкий (на гръцки: Αβέρκιος, Аверкиос) е православен духовник, митрополит на Вселенската патриаршия.

## Биография
Аверкий е монах в светогорския манастир Ватопед. Става протосингел на Вселенската патриаршия в Цариград. През юли 1613 година става митрополит в Бер, като документите за избора му са запазени. Остава на трона вероятно допреди февруари 1617 година.